# 黨紀
黨紀（英語：party discipline）指的是一個政黨約束該黨所屬國會議員的能力，使其能夠在國會中支持該黨領導階層所欲推行之政策。黨紀的特性會由於政黨屬性與目標而有所不同，可以依照政黨紀律與政綱嚴謹程度，劃分為「剛性黨紀」與「柔性黨紀」。
在許多政治制度中，國會中各黨會以指定或選舉的方式，將一名成員選為黨鞭（whip），負責在國會中執行黨紀。

## 剛性黨紀
實行剛性黨紀的政黨，亦稱為剛性政黨。
實行剛性黨紀（Strong party discipline）的政黨，其政綱與黨章規定嚴謹，長期具有一貫性。黨紀較為嚴格，黨員實行登記制度，有固定黨員，有時進行考察篩選，較難隨意參加，並且每位黨員都有其權利與義務。其中央與基層組織架構較為清晰，具有明確定義的日常業務，行政領導職權明確。
通常在內閣制國家中，因為每一次國會決議投票，都是一場對執政黨內閣的信任投票，所以對黨紀就有相當的規範，大都屬於剛性黨紀，例如英國、加拿大、紐西蘭國會黨鞭有開除議員黨籍的權力，能夠貫徹黨中央政策決議。
中華民國的主要政黨如民主進步黨、中國國民黨以及中華人民共和國的中國共產黨亦存在極為嚴格的黨紀，但是這些列宁式政黨的黨紀和西方民主國家的剛性黨紀不能混為一談。中國國民黨和民主進步黨有著嚴密的基層黨組織，能夠對基層黨員實施各種處罰、乃至「開除黨籍」的處罰。2021年10月15日，民主進步黨對黨員吳子嘉實施開除黨籍處分，吳子嘉從未擔任过民選代表。中國共產黨更以雙規的黨紀處分聞名，其下屬的紀律委員會可以對所有黨員實施限制人身自由的強制措施。西方政黨的黨紀，無論是什麼形式的，都僅約束民選代表，除民選代表以及黨的高級幹部以外，極少聽說過西方政黨用黨紀約束普通黨員的例子。實際上，有些政黨，例如美國民主黨和共和黨，因為不存在入黨程序、黨員檔案、黨費等管理形式，甚至都不具備約束和處罰普通黨員的條件和能力。

## 柔性黨紀
實行柔性黨紀的政黨，亦稱為柔性政黨。
實行柔性黨紀（Weak party discipline）的政黨，政綱與黨章內容較為模糊，隨著選舉情勢保持較大彈性，因選情與領導人政見而常有變異。黨紀鬆散，沒有黨員登記制度，沒有固定的黨員，政黨機構不清楚其黨員人數與身份，所有公民都可以自由選擇參與特定政黨的初選，出入自由不需考察。柔性黨紀下的黨中央與基層組織具有很大隨意性，大多僅在選舉期間活動，平時僅是俱樂部與談話會性質，中央領導只是候選人的競選總幹事，沒有實質的政黨領導權。
美國的政黨制度被視為柔性政黨的代表。民主黨、共和黨都屬於柔性黨紀，兩黨均設有全國委員會主席，但全國委員會主席並不是黨的最高領袖，政黨領袖是由執政時期的總統和國會參眾兩院領袖領導。選舉時，兩黨的選民會在參加黨內初選和黨代表大會時加入政黨，可以隨時加入和退出，政黨亦無權力開除和處分黨員。不過，在國會和州議會中，兩黨均設有黨團。
臺灣方面，只有早年新黨（1993年至2002年）的組織黨章符合條件。而親民黨、台灣民眾黨雖自稱屬於柔性黨紀，但實際上有規範黨員登記跟黨紀處分仍是剛性政黨。